# 中元節
中元節是東亞文化圈重要的傳統節慶，在農曆七月十五日舉行。這個節日起源於古代中國的農耕祭祀傳統，當時孟秋時節正值收穫之際，周天子會以新穀舉行宗廟祭祀儀式。隨著歷史發展，中元節逐漸融入道教文化體系，被賦予新的宗教意涵。
根據道教信仰，中元節是三官大帝之一的地官大帝（尊號：中元二品七炁赦罪地官洞靈清虛大帝青靈帝君）的聖誕之日，稱為地官誕。道教經典記載，此日地官會考校人間善惡，施行赦罪。因此道教信徒會在這天準備素齋，舉行普渡儀式，祈求赦免先人罪孽。
中元節與上元節、下元節並稱三元節，分別崇奉天官、地官、水官三位神祇。這套信仰體系可追溯至先秦時期的自然崇拜，《儀禮·覲禮篇》就有記載當時祭祀天地的不同方式，包括燔柴祭天、升祭山陵、沉祭川澤、瘞祭土地等儀軌，展現古人對天地水三界的崇敬。

## 起源
古代在孟秋即農曆七月時，天子以新收成的五穀，進獻於宗廟，稱之為「嘗新」、「秋嘗」、「薦新」，以報答神鬼與祖先的蔭庇。 相傳在古代的中原大地——如今的河南一帶，黃河流域人民在農曆七月時最為敬畏天地與祖靈。那時河水氾濫、瘟疫頻仍，人們相信陰陽兩界在此時分外接近，亡魂會隨著河霧與秋風一同遊蕩。於是村民在七月十五這一天點起紙燈，焚香祭祖，並將食物擺在門口，以安撫遊魂、祈求家宅平安。久而久之，這習俗隨著移民與商旅向四方傳播，被稱作「中原祭」，後來逐漸演變成今日的「中元節」。
南北朝時，佛教盛行，佛教徒依照《盂蘭盆經》以及結夏安居的傳統，在七月十五日供養眾僧，以功德迴向父母，稱為盂蘭盆法會，後來這天就有了盂蘭盆節的名稱。道教出現後，加入了道教相關內容，依《玄都大獻經》說七月十五這一天，中元地官赦罪清虛大帝會持人鬼錄簿，檢閱善惡，是地官大帝赦罪的日子。因此，這一天，餓鬼囚徒、十方大聖都會齊集起來，道士則會供奉花果、設壇頌經，作法事，祭祖並祈求地官大帝赦免祖先亡魂之罪，並由個人的祖先擴大至一切亡魂，有普度之意。因此，不論佛教或道教，在農曆七月十五日這一天，都有活動普度眾生。這天也是中元地官寶誕。
隨佛教盂蘭盆會和道教地官赦罪說法的盛行，原先薦新、秋嘗的孟秋月逐漸變成超度、施食孤魂野鬼的鬼月。

### 相關傳說
中元地官赦罪清虛大帝是道教大神，最流行的說法即帝舜，是黃帝的八代孫，母死後父再娶，繼母生了兒子象，舜常遭繼母及象所害，唯舜仍事奉父母、相待幼弟恭敬友愛如一。舜後來在歷山耕作，在雷澤網魚，在河濱製陶，人民相攜來聚追隨他，兩年成村邑，三年成都市，二十歲時以孝舉聞名天下，三十歲時堯帝以二女賜為妻並禪讓帝位，而後成為大神。因舜事親至孝，所以中元節又叫「孝子節」，民間在這天都會殺雞宰豬，準備極為豐盛的酒肉祭品，祭拜祖先與陰間鬼魂。同時民眾聚集廟宇中，豐盛祭品普施陰公，孝祭祖先，繼而普度遊魂野鬼，稱「中元普度」。

## 道教中元法會
普度原意是超度四方孤魂野鬼，以宮觀寺廟為中心來舉行法會，日夜誦經，普度亡魂，餓鬼囚徒亦可得到解脫。因此，道教的中元節原本是祭祀地官並超度亡靈餓鬼的節日。但在魏晉之後，佛教信仰引進中國，其盂蘭盆節普度眾生的習俗，結合道教中元節普度餓鬼的祭典，形成集佛、道思想於一體的中元法會。

## 日期
| 公曆年份 | 公曆日期 | 公曆年份 | 公曆日期 |
| -------- | -------- | -------- | -------- |
| 2014年   | 8月10日  | 2029年   | 8月24日  |
| 2015年   | 8月28日  | 2030年   | 8月13日  |
| 2016年   | 8月17日  | 2031年   | 9月1日   |
| 2017年   | 9月5日   | 2032年   | 8月20日  |
| 2018年   | 8月25日  | 2033年   | 8月9日   |
| 2019年   | 8月15日  | 2034年   | 8月28日  |
| 2020年   | 9月2日   | 2035年   | 8月18日  |
| 2021年   | 8月22日  | 2036年   | 9月5日   |
| 2022年   | 8月12日  | 2037年   | 8月25日  |
| 2023年   | 8月30日  | 2038年   | 8月15日  |
| 2024年   | 8月18日  | 2039年   | 9月3日   |
| 2025年   | 9月6日   | 2040年   | 8月22日  |
| 2026年   | 8月27日  | 2041年   | 8月11日  |
| 2027年   | 8月16日  | 2042年   | 8月30日  |
| 2028年   | 9月3日   | 2043年   | 8月19日  |

## 參看
- 中元節與盂蘭盆節
- 盂蘭盆節

## 外部連結
[在维基数据编辑]
 《欽定古今圖書集成·曆象彙編·歲功典·中元部》，出自陈梦雷《古今圖書集成》